# Daniel Komen
Daniel Kipngetich Komen (Mwen, 17 maggio 1976) è un ex mezzofondista keniota.
Campione mondiale dei 5000 metri piani ad Atene 1997, è stato per quasi trent'anni il detentore del record mondiale dei 3000 metri piani outdoor.

## Biografia
Nato nel Distretto di Marakwet, in Kenya, è diventato un famoso mezzofondista. Ha stabilito il record mondiale dei 5000 metri piani a Bruxelles il 22 agosto 1997 con 12'39"74.
Ha detenuto per molto tempo il record mondiale dei 3000 metri piani outdoor (7'20"67 stabilito a Rieti il 1º settembre 1996). Ha vinto i campionati mondiali sui 5000 m piani ad Atene il 10 agosto 1997.

## Record nazionali
Seniores
- 3000 metri piani: 7'20"67 ( Rieti, 1º settembre 1996)
- 3000 metri piani indoor: 7'24"90 ( Budapest, 6 febbraio 1998)
- 2 miglia: 7'58"61 ( Hechtel-Eksel, 19 luglio 1997)
- 5000 metri piani: 12'39"74 ( Bruxelles, 22 agosto 1997)
- 5000 metri piani indoor: 12'51"48 ( Stoccolma, 19 febbraio 1998)

## Palmarès
| Anno | Manifestazione          | Sede         | Evento        | Risultato | Prestazione | Note |
| ---- | ----------------------- | ------------ | ------------- | --------- | ----------- | ---- |
| 1994 | Mondiali di cross       | Budapest     | Corsa U20     | Argento   | 24'17"      |      |
| 1994 | Mondiali di cross       | Budapest     | A squadre     | Oro       | 18 p.       |      |
| 1994 | Campionati africani U20 | Algeri       | 5000 m piani  | Oro       | 13'31"10    |      |
| 1994 | Mondiali U20            | Lisbona      | 5000 m piani  | Oro       | 13'45"37    |      |
| 1994 | Mondiali U20            | Lisbona      | 10000 m piani | Oro       | 28'29"74    |      |
| 1997 | Mondiali                | Atene        | 5000 m piani  | Oro       | 13'07"38    |      |
| 1998 | Mondiali di cross       | Marrakech    | Corsa breve   | Argento   | 10'46"      |      |
| 1998 | Mondiali di cross       | Marrakech    | A squadre     | Oro       | 10 p.       |      |
| 1998 | Campionati africani     | Dakar        | 5000 m piani  | Oro       | 13'35"70    |      |
| 1998 | Giochi del Commonwealth | Kuala Lumpur | 5000 m piani  | Oro       | 13'22"57    |      |
| 1999 | Mondiali                | Siviglia     | 5000 m piani  | 5º        | 13'04"71    |      |

## Campionati nazionali
1995
- 4º ai campionati kenioti, 5000 m piani - 13'38"55

1996
- 4º ai campionati kenioti, 5000 m piani - 13'42"50

1997
- Oro ai campionati kenioti, 5000 m piani - 13'23"80

1998
- Bronzo ai campionati kenioti, 1500 m piani - 3'37"85

1999
- 6º ai campionati kenioti, 1500 m piani - 3'39"0 m

## Altre competizioni internazionali
1995
- Oro al Cross Internacional Valle de Llodio ( Llodio) - 27'47"
- 7º alla Grand Prix Final ( Monaco), 3000 m piani - 7'38"09
- Argento al Golden Gala ( Roma), 5000 m piani - 12'56"15
- 6º all'ISTAF Berlin ( Berlino), 5000 m piani - 13'04"62
- 4º ai Bislett Games ( Oslo), 5000 m piani - 13'07"39
- 4º alla BOclassic ( Bolzano) - 28'50"
- 5º al Cross Internacional de Itálica ( Siviglia) - 29'02"

1996
- Oro al Rieti Meeting ( Rieti), 3000 m piani - 7'20"67
- Oro alla Grand Prix Final ( Milano), 5000 m piani - 12'52"38
- Oro alla Weltklasse Zürich ( Zurigo), 5000 m piani - 12'45"09
- Oro al DN Galan ( Stoccolma), 5000 m piani - 12'51"60
- Oro all'ISTAF Berlin ( Berlino), 5000 m piani - 13'02"62
- Argento al Prefontaine Classic ( Eugene), 5000 m piani - 13'10"14
- Oro al Memorial Van Damme ( Bruxelles), 3000 m piani - 7'25"87
- Oro all'Athletissima ( Losanna), 3000 m piani - 7'31"32
- Oro alla BOclassic ( Bolzano) - 28'37"
- Argento al Cross Internacional Zornotza ( Amorebieta-Etxano) - 32'06"
- Argento al Cross Internacional de Itálica ( Siviglia) - 29'06"

1997
- Oro al Memorial Van Damme ( Bruxelles), 5000 m piani - 12'39"74
- 5º alla Grand Prix Final ( Fukuoka), 5000 m piani - 13'17"93
- Argento alla Weltklasse Zürich ( Zurigo), 5000 m piani - 12'44"90
- Oro al Golden Gala ( Roma), 5000 m piani - 12'48"98
- Oro ai Bislett Games ( Oslo), 3000 m piani - 7'30"49
- Argento all'ISTAF Berlin ( Berlino), miglio - 3'46"38
- Oro all'Herculis ( Monaco), 1500 m piani - 3'29"46

1998
- 6º alla Grand Prix Final ( Mosca), 1500 m piani - 3'33"86
- Oro in Coppa del mondo ( Johannesburg), 5000 m piani - 13'46"57
- Argento al Memorial Van Damme ( Bruxelles), 5000 m piani - 12'54"82
- Oro al Bauhaus-Galan ( Stoccolma), 5000 m piani - 12'58"64
- Oro al Meeting de Paris ( Parigi), 3000 m piani - 7'32"55
- Argento all'Athletissima ( Losanna), 3000 m piani - 7'36"58
- Oro al Prefontaine Classic ( Eugene), miglio - 3'50"95
- Bronzo ai Bislett Games ( Oslo), 1500 m piani - 3'33"93
- Oro allo Stockholm Globen Galan ( Stoccolma), 5000 m piani indoor - 12'51"48

1999
- 8º alla Grand Prix Final ( Monaco di Baviera), 3000 m piani - 7'42"50
- Oro al Golden Gala ( Roma), 5000 m piani - 12'55"16
- 4º all'ISTAF Berlin ( Berlino), 5000 m piani - 13'00"69
- 4º all'Herculis ( Monaco), 3000 m piani - 7'29"43
- Oro all'Athletissima ( Losanna), 3000 m piani - 7'30"62
- Oro al Meeting de Paris ( Parigi), 3000 m piani - 7'33"23

2000
- 5º alla Grand Prix Final ( Doha), 3000 m piani - 7'47"79
- Bronzo al Memorial Van Damme ( Bruxelles), 5000 m piani - 13'01"78
- Bronzo all'Herculis ( Monaco), 3000 m piani - 7'28"92
- Argento al Meeting de Paris ( Parigi), 3000 m piani - 7'31"47
- Bronzo all'ISTAF Berlin ( Berlino), 3000 m piani - 7'35"80

2001
- 5º all'Athens Grand Prix Tsiklitiria ( Atene), 5000 m piani - 13'01"98
- 5º al Meeting de Paris ( Parigi), 5000 m piani - 13'07"41
- 6º ai Bislett Games ( Oslo), 5000 m piani - 13'07"80

2002
- 12º al Memorial Van Damme ( Bruxelles), 10000 m piani - 27'38"32

2005
- Bronzo ai FBK Games ( Hengelo), 3000 m piani - 7'31"98